# Hermann von Wissmann
Hermann von Wissmann (4 de setembre de 1853 – 15 de juny de 1905) fou un explorador alemany i administrador a l'Àfrica.

## Primers anys
Nascut a Frankfurt an der Oder, Wissmann s'allistà a l'exèrcit el 1870 i obtingué el grau de lloctinent quatre anys més tard. Wissmann serví Mecklenburg al Füsilierregiment No. 90 establert a Rostock. Durant aquest període va complir una sentència de quatre mesos de presó per ferir un adversari en un duel. Una trobada casual el 1879 amb l'explorador Dr. Paul Pogge va canviar la seva vida.

## Àfrica
Va obtenir una excedència a de l'exèrcit, i el 1880 acompanyà l'explorador Paul Pogge en un viatge a través de la conca del Congo. Al Congo oriental, Pogge i Wissmann se separaren. Pogge es quedà per construir una estació de recerca agrícola per a un cap congolès, mentre que Wissmann seguí la ruta cap a l'oceà Índic via la Tanzània actual. Després Wissmann era fou contractat pel rei Leopold II de Bèlgica, qui estava en ple procés de construcció del seu imperi africà personal, conegut com a Estat Lliure del Congo.
El març de 1883 Wissmann donà el nom "Zappo Zap" a un líder dels Songye conegut com a Nsapu Nsapu que governava la ciutat de Mpengie, part del regne de Ben'Eki a la regió de Kasai oriental. Es tractava d'un assentament amb més de mil persones, molts d'ells guerrers esclaus, a l'est del riu Sankuru entre Kabinda i Lusambo. La gent de Zappo Zap van esdevenir aliats i auxiliars de les autoritats de l'Estat Lliure del Congo.
El 1899 foren enviats per l'administració colonial per recaptar impostos, i massacraren molts vilatans, provocant una protesta internacional.
Quan el 1888 els intents de la Companyia Alemanya de l'Àfrica Oriental per començar un domini col·lapsaren degut a la resistència africana, demanà l'ajuda de Bismarck, que fou negada en un començament. El 1889, Wissmann fou promogut a capità i nomenat com a Reichskommissar per a la regió de l'Àfrica Oriental Alemanya on se li encarregà de sufocar i eliminar la revolta Abushiri, liderada per Abushiri ibn Salim al-Harthi.
En seu camí cap a l'Àfrica Oriental, Wissmann va llogar una força mercenària de soldats, principalment sudanesos, a partir d'unitats fora de servei de l'exèrcit anglo-egipci, a les quals s'afegiren posteriorment un cert nombre de zulus des de Sud-àfrica, tots sota el comandament d'oficials alemanys. Les forces alemanyes, juntament amb ajuda naval britànica, fortificaren Bagamoyo, Dar es Salaam i reprengueren Tanga i Pangani. Les forces de Wissmann, gràcies a la seva superior potència de foc, també reprengueren la resta de la Banda Costanera. Fortificaren la guarnició interior de Mpwapwa i reobriren la principal ruta de caravanes a través de l'àrea, utilitzant lloctinents. Poc després, Abushiri fou arrestat i executat a Pangani 16 de desembre de 1889. El gener de 1890, Wissmann subministrà un perdó general als rebels restants.
Wissmann fou ascendit a Comandant el 1890 i se li donà la benvinguda d'un heroi en el seu retorn a Alemanya. El 1891 fou nomenat Comissari per a la regió occidental de l'Àfrica Oriental Alemanya i es convertí en Governador el 1895. La mala salut el forçà a retornar a Alemanya el 1896, on escrigué uns quants llibres i els llegí per tot Alemanya. Morí en un accident de cacera el 15 de juny de 1905.

## Llegat
Tot i que era altament apreciat pels seus oficials i subordinats, rebé fortes crítiques d'alguns observadors diplomàtics i militars alemanys. Se l'atacava durament per cremar pobles i malbaratar camps agrícoles, executar grans nombres de nadius i no tolerar cap oposició. Per al Cònsol General alemany a Zanzíbar, Michelies, era un dictador militar. L'Almirall Deinhard - del destacament naval de l'Àfrica Oriental Alemanya l'acusava d'arrogància, poc tacte, poca diplomàcia, i manca de competència organitzativa o habilitats administratives.
El terme "Wissmanntruppe" fou utilitzat pels militars i unitats de policia sota la direcció de Wissmann. Formaven el cor de la posterior Schutztruppe que nasqué després que el govern alemany prengués el control de l'Àfrica Oriental quan fracassà la companyia privada.
El 1890 un vaixell de vapor fou batejat com a SMS Hermann von Wissmann, construït per l'empresa d'arquitectura naval d'Hamburg Janssen i Schilinsky. Es construí en parts a Alemanya, que foren enviades a l'Àfrica Oriental, transportades per via terrestre, i fou finalment llançat al llac Nyasa el setembre de 1893. Fou capturat pels britànics en la primera acció naval de la Primera Guerra Mundial. Una versió similar però més petita batejada com a SMS Hedwig von Wissmann, en honor de la muller de Hermann es llançà al Llac Tanganyika el setembre de 1900. Fou enfonsat el 1916 en una batalla contra els HMS Mimi i HMS Toutou.

## Obres
- Im Innern Afrikas (A l'Interior de l'Àfrica, 3d ed. 1891)
- Unter deutscher Flagge quer durch Afrika, 1880-83 (A través d'Àfrica sota la bandera alemanya, 7a edició. 1890)
- Meine zweite Durchquerung Aequatorial-Afrikas vom Kongo zum Zambesi während der Jahre 1886 u. 1887 (El meu segon viatge a través d'Àfrica Equatorial des del Congo fins al Zambezi durant els anys 1886 i 1887, 1890)
- Schilderungen und Ratschläge zur Vorbereitung für den Aufenthalt und den Dienst in den deutschen Schutzgebieten (Descripció i consell per a la preparació i servei als territoris alemanys, 1895)